# 王祖训
王祖训（1936年5月—），云南曲靖人。中国人民解放军上将。
1951年，加入中国人民解放军，历任任战士、排长、参谋、连长、营长、团参谋长、副团长、作训科科长、师参谋长、军事学院学员、第250师师长，第14军副军长。1985年9月，担任云南省军区司令员。1988年，担任中国人民解放军第14集团军军长。1993年12月，任军事科学院副院长，1999年1月至2001年7月任院长。
1988年9月授少将军衔。1993年12月，晋升为中将军衔。2000年6月，晋升为上将军衔。